# 上島武
上島 武（かみじま たけし、1935年8月5日 - 2016年8月21日）は、日本のマルクス経済学者。社会主義経済、ロシアソ連史研究。大阪経済大学学長、名誉教授。

## 来歴
1935年8月5日長野県辰野町（現）にて出生。1954年3月長野県諏訪清陵高等学校卒業、1958年3月京都大学経済学部卒業、1963年3月同大学院博士課程単位取得退学。1963年4月大阪経済大学経済学部専任講師、1974年5月同教授。1992年11月同学長（1995年10月退任）。2003年3月大阪経済大学退職、同名誉教授号を授与される。社会主義理論学会創設以来2011年まで代表委員、共同代表を務める。2016年8月21日逝去。

## 著書

### 単著
- 1977年『ソビエト経済史序説・ネップをめぐる党内論争』青木書店
- 1981年『模索する現代社会主義』世界思想社
- 1989年『トロツキーからゴルバチョフへ』窓社
- 1996年「ソ連崩壊史・ペレストロイカの教訓」窓社
- 1999年『ソ連史概説・私の社会主義経済論』窓社
- 2003年「ロシア革命・ソ連史論」窓社
- 2008年『ロシア革命史論』窓社
- 2011年『万葉集ノート』窓社

### 共著
- 1985年『転機に立つ社会主義J（共著、井手啓二・山本恒人）世界思想社
- 1992年『冷戦後の世界と日本』（共著、坂井昭夫・岩垂弘・松村文武）同文館
- 2005年『レーニン・革命ロシアの光と影』（共編、村岡到）社会評論社
- 1974年『現代社会主義経済論』（共著、岡本正・建林隆喜）日本評論社
- 1987年『トロツキーとゴルバチョフ』（共著、中野徹三・藤井一行）窓社